# ドラゴンハート -明日への希望-
『ドラゴンハート -明日への希望-』（ドラゴンハート あすへのきぼう、原題：Dragonheart: Vengeance）は、2020年2月4日にアメリカ合衆国のユニバーサル・ピクチャーズ・ホームエンターテイメントから発売されたビデオ映画。1996年製作のアクションアドベンチャー映画『ドラゴンハート』シリーズの第5弾である。監督はイヴァン・シルヴェストリニ、主演はジャック・ケイン、ジョセフ・ミルソン、ヘレナ・ボナム・カーター、アルトゥーロ・ムセリらが務めている。
日本では2020年7月8日にNBCユニバーサル・エンターテイメントジャパンからBlu-ray+DVD（GNXF-2582、レンタル:GNXR-1355）の2枚組セットが発売された。「新たな伝説」・「命を吹き込まれたドラゴン」という映像特典を収録。パッケージのキャッチコピーは「絶望する若者を助けよ! ドラゴンの正義の旅が再び始まる!」。

## キャスト
※括弧内は日本語吹替
- ルーカス - ジャック・ケイン（岡野友佑）
- ダリウス - ジョセフ・ミルソン（江藤博樹）
- シベス - ヘレナ・ボナム・カーター（藤貴子）
- ラズバン王 - アルトゥーロ・ムセリ（関口雄吾）
- ヘビ - カロリーナ・カールソン（志田有彩）

## スタッフ
- 監督：イヴァン・シルヴェストリニ
- 脚本：マシュー・ファイトシャンズ
- 製作：ラファエラ・デ・ラウレンティス
- 撮影：マシュー・ウェストン
- 音楽：マーク・マッケンジー
- 編集：チャールズ・ノリス

日本語版制作スタッフ
- 字幕翻訳：森澤増尾
- 吹替翻訳：佐藤翔子